# Presqu'atoll

Carte de l'île Clipperton dans l'océan Pacifique, considérée comme un presqu'atoll en raison de la présence d'un reliquat volcanique, le rocher de Clipperton, dans le sud-est de l'anneau corallien.

Un presqu'atoll est un type d'atoll qui constitue l'ultime étape entre une île rocheuse entourée d'un anneau corallien et un atoll vrai uniquement composé d'un anneau corallien. Au premier abord, un presqu'atoll peut être considéré comme étant un atoll mais il subsiste en un endroit de l'île, dans le lagon ou sur le récif, un reliquat rocheux de l'ancienne île volcanique. Du fait de la rareté de ces formations insulaires et de l'importance négligeable du reste volcanique par rapport à la taille de l'anneau corallien, les presqu'atolls sont généralement classés dans les atolls.
Parmi les presqu'atolls se trouvent les îles de Clipperton, Aitutaki (îles Cook) ou encore Fatu Huku (Polynésie française).